# Siglajvs
Siglajvs är ett naturreservat i Rute socken i Region Gotland på Gotland.
Området är naturskyddat sedan 2017 och är 85 hektar stort. Reservatet består av äldre barrskog som i öster övergår i alvarskog. 